# Macynia
Macynia is een geslacht van wandelende takken uit de familie Bacillidae. De wetenschappelijke naam van dit geslacht is voor het eerst voorgesteld door Carl Stål in een publicatie uit 1875. De soorten van dit geslacht komen in Zuid-Afrika voor.

## Soorten
Het geslacht Macynia omvat de volgende soorten:
- Macynia labiata (Thunberg, 1784)
- Macynia mcgregororum Brock, 2006